# Saint-Aubin-le-Cloud
Saint-Aubin-le-Cloud ist eine französische Gemeinde mit 1.662 Einwohnern (Stand: 1. Januar 2022) im Département Deux-Sèvres in der Region Nouvelle-Aquitaine. Sie gehört zum Arrondissement Parthenay und zum Kanton La Gâtine.

## Geographie
Saint-Aubin-le-Cloud liegt etwa acht Kilometer westlich von Parthenay am kleinen Fluss Palais, einem Nebenfluss des Thouet.

### Nachbargemeinden
Umgeben ist Saint-Aubin-le-Cloud von den Nachbargemeinden Fénery im Norden, Adilly im Nordosten, Châtillon-sur-Thouet im Osten, Le Tallud im Südosten und Süden, Azay-sur-Thouet im Süden, Secondigny im Südwesten sowie Pougne-Hérisson im Westen.

## Bevölkerungsentwicklung
| Jahr      | 1954 | 1962 | 1968 | 1975 | 1982 | 1990 | 1999 | 2006 | 2012 | 2019 |
| Einwohner | 1568 | 1530 | 1509 | 1515 | 1900 | 1901 | 1796 | 1774 | 1741 | 1714 |

## Sehenswürdigkeiten

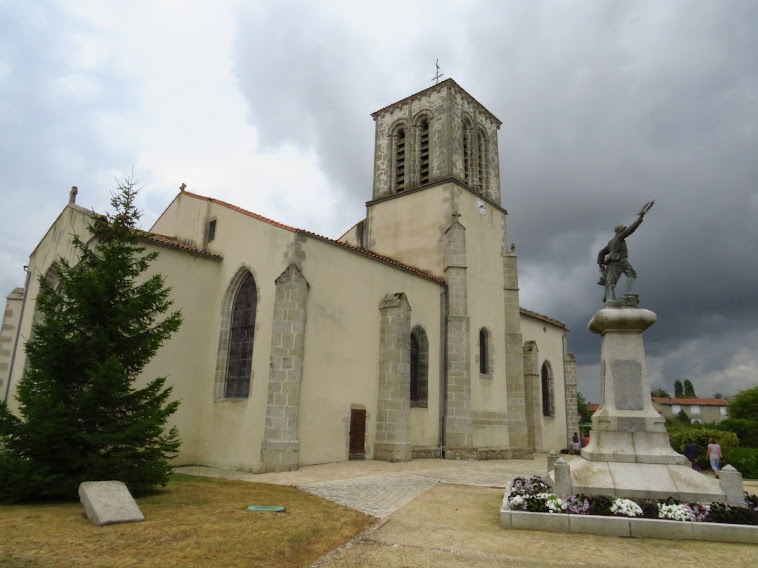
Kirche Saint-Blaise

- Kirche Saint-Blaise
- Schloss Le Theil
- Befestigte Gutshöfe